# 趙錫成
趙錫成（1927年12月29日—），生於江苏省嘉定县（现为上海市嘉定区），擁有中華民國與美國雙重國籍，企業家，為福茂集團創辦人暨榮譽董事長。

## 生平
趙錫成出生在上海嘉定马陆镇的一个农村家庭，是独生子。其父赵以仁（？-1959年3月），字心梅，嘉定马陆区西封乡李王村（今马陆镇彭赵村）人，1940年2月租用民宅创办了私立西封小学，自任校长。其母为许月琴。赵锡成1944年毕业于嘉定一中。1946年，考取國立交通大學航海科，後改由國立吳淞商船專科學校航政系辦學。交通大学期間趙錫成和江澤民是同校同學。1949年畢業後至遠洋商船天平輪上實習，因國共內戰，貨船無法返回上海，趙錫成與其叔叔一家人來到台灣。趙錫成繼續在商船上工作，逐步由三副，二副，晉升至大副。
1958年，報名中華民國考試院舉辦的甲級船長特種考試，以第一名成績通過，晉升船長，被譽為狀元船長。因此被公司選中，派至美國留學深造。
1964年，取得美國聖約翰大學工商管理碩士。同年，自公司離職，自行創辦福茂航運公司。逐步發展為大型企業，形成福茂集團。
趙錫成後將福茂集團董事長及執行長之職務，交接給小女儿赵安吉。

## 家庭
1951年，與赵朱木兰結婚。兩人生有六個女兒。
大女儿趙小蘭，丈夫是美國參議院共和黨領袖米奇·麥康諾，曾任美國勞工部部長及美國運輸部部長。
六女兒趙安吉，喪偶再嫁，丈夫是Facebook的影子老板吉姆·布雷耶。2024年2月11日因車禍去世。

## 榮譽
因為趙錫成曾協助國立交通大學在台灣復校。2014年11月17日，國立交通大學頒贈名譽博士給他及他的女兒趙小蘭。
2016年8月6日，再獲輔仁大學大紐約地區校友會頒贈輔大名譽商學博士學位。
2016年10月15日，國立臺灣海洋大學於63周年校慶，頒授趙錫成、趙小蘭名譽博士學位。

## 外部連結
- Chao Family Foundations  （页面存档备份，存于）
- Foremost Foundation  （页面存档备份，存于）
- Harvard Gazette  （页面存档备份，存于）